# 野上俊静
野上 俊静（のがみ しゅんじょう、1907年5月3日 - 1994年10月7日）は、日本の仏教学者。大谷大学教授・同学長を歴任。勲三等瑞宝章受章。

## 経歴
1907年、福岡県生まれ。大谷大学文学部史学科を卒業。大谷大学教授を経て、1967年から1969年まで第18代大谷大学学長を務めた。

## 受賞・栄典
- 1987年：勲三等瑞宝章を受章[1]。

## 研究内容・業績
専門は中国仏教史（遼・金・元の征服王朝時代）。

## 著作

### 著書
- 『遼金の佛教』（平樂寺書店、1953年）
- 『東方年表』藤島達朗と共編（平楽寺書店、1955年）
- 『伝灯の聖者：真宗七高僧伝』藤島達朗と共編（平楽寺書店、1961年）
- 『中國古印圖録』（大谷大學、1964年）編
- 『敦煌古寫経：大谷大學所藏』（大谷大学東洋学研究室、1965年）編
- 『仏教史概説 中国篇』共著（平楽寺書店、1966年）ISBN 4831301159
- 『中国浄土三祖傳』（文栄堂書店、1970年）
- 『觀無量壽經私考：中國淨土教の展開と關連して』（眞宗大谷派宗務所出版部、1973年）
- 『元史釋老傳の研究』（野上俊静博士頌寿記念刊行会、1978年）
- 『中国浄土教史論』（法蔵館、1981年）

### 論文
- CiNii>野上俊静
- INBUDS>野上俊静